# Live from the Bataclan
Live from the Bataclan är en live-EP av Jeff Buckley. Den spelades in på Bataclan i Paris, Frankrike i februari 1995 och gavs ut i oktober samma år.

## Låtlista
1. "Dream Brother" (Jeff Buckley/Mick Grondahl/Matt Johnson) – 7:26
2. "The Way Young Lovers Do" (Van Morrison) – 12:12
3. "Medley" – 5:40
  - "Je n'en connais pas la fin" (Raymond Asso/Marguerite Monnot) – 5:40
  - "Hymne à l'amour" (Monnot/Édith Piaf) – 5:40
4. "Hallelujah" (Leonard Cohen) – 9:25